# استوبی
استوبی (یونانی باستان: Στόβοι Stóboi، مقدونی: Стоби) یک شهر باستانی پایونیا بود، که بعدها توسط مقدونی‌ها فتح شد ، و بعداً به پایتخت استان رومی مقدونیه (در نزدیکی روستای گرادسکو در مقدونیه شمالی کنونی) تبدیل شد.  این مکان در جاده اصلی واقع شده است که از دانوب به دریای اژه منتهی می شود. استوبی به دلیل موقعیت جغرافیایی‌اش در زمانه خود از اهمیت جنگی و تجاری برخوردار بود. این منطقه در سده ۶ میلادی منحل شد. 

## پیوند بیرون
- صفحه وب رسمی سایت باستان شناسی و موسسه ملی استوبی
- بنیاد موسسه جامعه باز - مقدونیه (FOSIM) مقاله درباره استوبی
- مقاله و عکس های کالج جامعه سنت لوئیس درباره استوبی
- سکه های استوبی